# Droit privé

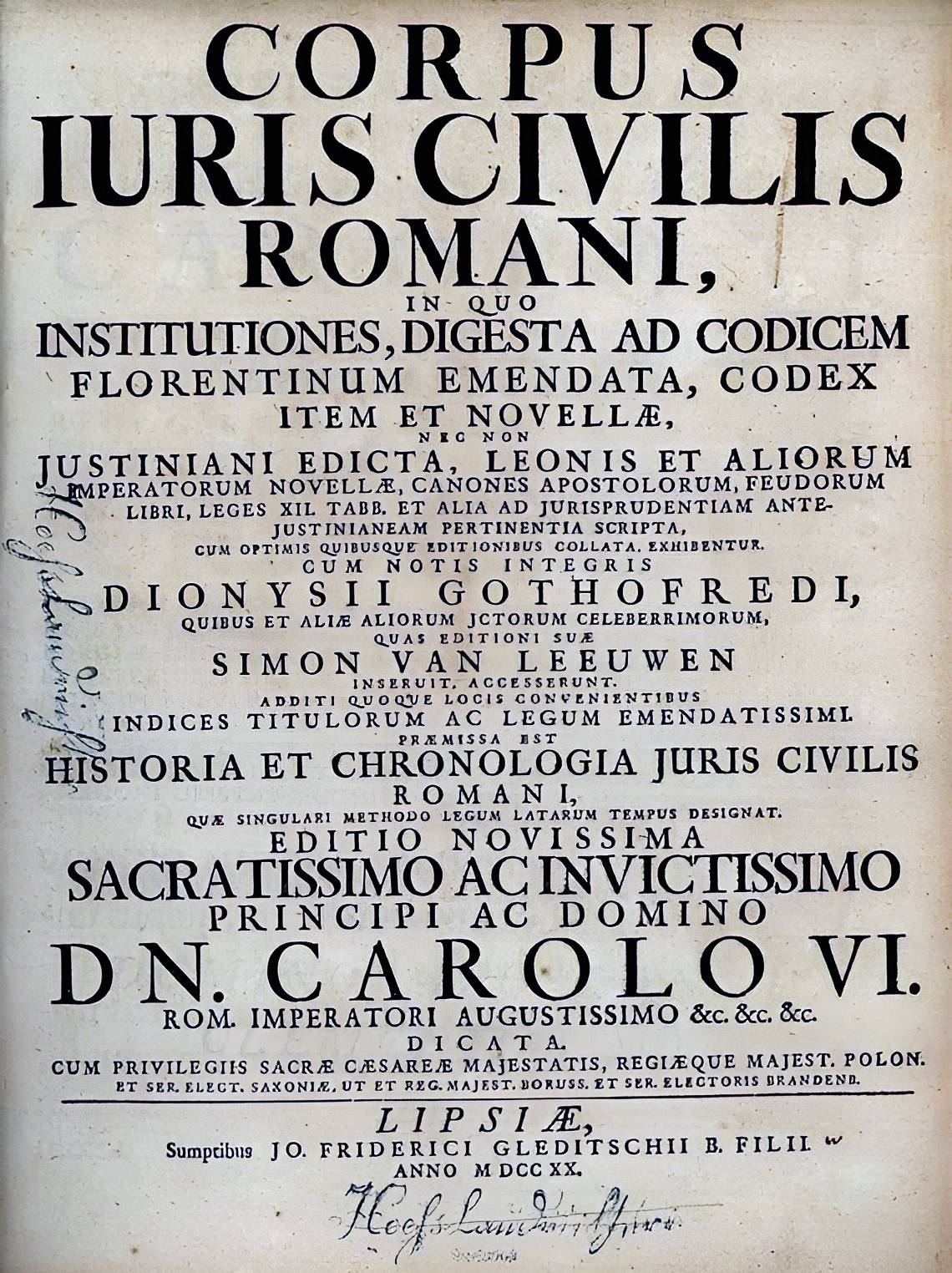
La Collection Justinienne (Corpus Iuris Civilis) - Pays d'origine de l'édition gothique de 1583.

Le droit privé est l'ensemble des règles de droit qui régissent les rapports entre les personnes physiques ou morales.
On oppose généralement le droit privé au droit public, qui recouvre les relations avec l'État ou l'administration, ainsi que les relations entre institutions publiques.
Le droit privé regroupe généralement et entre autres le droit civil, le droit des affaires et le droit du travail.

## Par pays

### Belgique
Les juridictions ayant pour compétence le droit privé sont les juges de paix, le tribunal de police section civile, le tribunal de première instance en son tribunal civil, le tribunal de l'entreprise et la cour d'appel en sa chambre civile.

### France
Le droit privé régit les rapports entre les particuliers (personnes physiques et morales) et le juge judiciaire est, en règle générale, compétent pour régler leurs litiges en leur appliquant des règles de droit privé (droit civil, droit commercial, droit du travail…).
En raison de la dualité des ordres de juridiction, on oppose traditionnellement en France le droit privé, qu’applique le juge judiciaire, au droit public et plus spécifiquement au droit administratif. Depuis l’arrêt du Tribunal des conflits Blanco de 1873, « ces règles spéciales autonomes justifiées par les besoins du service et, en raison du lien entre la compétence et le fond, leur application est de la compétence de la juridiction administrative ». Cependant, cette séparation des juridictions appliquant chacun son droit n’empêche pas le juge administratif d’appliquer le droit privé quand la jurisprudence ou la loi le commande.

### Québec
Le Code civil du Québec est le principal texte juridique énonçant les règles de droit privé au Québec.

### Suisse
En droit suisse, la distinction entre droit public et droit privé repose sur un faisceau de critères rappelés par le Tribunal fédéral,.